# Cheoy Lee
Cheoy Lee är en kinesisk båttillverkare.
Företaget grundades av familjen Lo 1870 i Shanghai men flyttade 1936 till det då brittiska territoriet Hongkong. När Japan ockuperade Hongkong under andra världskriget flydde familjen Lo tillbaka till Kina men återvände efter kriget och byggde upp varvet igen. Ursprungligen tillverkade de främst motordrivna lastfartyg. Kring 50-talet hade man börjat tillverka segel- och motorbåtar i trä, varav många för export till USA. Under 1960-talet gick man över till glasfiber. 
Cheoy Lee hade tidigare sitt varv på Lantau men flyttade i slutet av 1990-talet verksamheten till Doumen i Kina efter att Disney köpt deras tidigare varv för att anlägga Hong Kong Disneyland. I Doumen bor och arbetar över 1000 arbetare och tillverkar yachter, färjor, bogserbåtar och patrullbåtar i stål, aluminium och glasfiber. Företaget drivs fortfarande av familjen Lo. 2009 byggde Cheoy Lee sin femtusende båt, motoryachten Marco Polo II. Eftersom USA är en viktig marknad har man också ett kontor i Fort Lauderdale.